# Oldsmobile Autocrat
La Autocrat è un'autovettura mid-size prodotta dall'Oldsmobile dal 1911 al 1912. Era collocata nella parte superiore della gamma Oldsmobile.

## Storia
La Autocrat era dotata di un motore a valvole laterali e quattro cilindri in linea da 7.718 cm³ di cilindrata che erogava 40 CV di potenza. Il propulsore era anteriore, mentre la trazione era posteriore. Il moto alle ruote posteriori era trasmesso tramite un albero di trasmissione. Il cambio era a quattro rapporti con leva posizionata a destra del guidatore. I freni erano meccanici a tamburo e agivano sulle ruote posteriori. La frizione era a cono di cuoio. Le ruote erano a raggi in legno.
La vettura era disponibile con tre tipi di carrozzeria, torpedo e berlina quattro porte e roadster due porte. Tutte e tre erano denominate anche Serie 28. Nel 1912 il nome mutò in Serie 32. Nell'occasione il passo crebbe da 3.150 mm a 3.200 mm.
Nel 1911 gli esemplari prodotti furono 1.000, mentre nel 1912 i volumi produttivi toccarono le 500 unità.